# La Libertad megye (Salvador)
La Libertad (nevének jelentése: „a szabadság”) Salvador egyik megyéje. Az ország középső részétől nyugatra terül el. Székhelye Santa Tecla.

## Földrajz
Az ország középpontjától nyugatra elterülő megye nyugaton Sonsonate és Santa Ana, északon Chalatenango, keleten San Salvador, délkeleten egy rövid szakaszon La Paz megyével, délen pedig a Csendes-óceánnal határos.

## Népesség
Ahogy egész Salvadorban, a népesség növekedése La Libertad megyében is gyors. A változásokat szemlélteti az alábbi táblázat:
| Év   | Lakosság |
| ---- | -------- |
| 1971 | 285 575  |
| 1992 | 513 866  |
| 2007 | 660 652  |